# ژامانتوز (شهرستان جانگلدی)
ژامانتوز (قزاقی: Жамантұз) یک دریاچه در استان قوستانای کشور قزاقستان است.